# ブエノスアイレス恋愛事情
『ブエノスアイレス恋愛事情』（ブエノスアイレスれんあいじじょう、Medianeras）は2011年のアルゼンチン・スペイン・ドイツ合作のロマンティック・コメディ映画。監督はグスターボ・タレット、出演はハビエル・ドロラスとピラール・ロペス・デ・アジャラなど。2011年2月に第61回ベルリン国際映画祭で初上映され、同年8月の第39回グラマード映画祭（ブラジル）でラテン映画（外国語映画）部門の作品賞、監督賞、観客賞を受賞している。
日本では2013年4月21日にWOWOWで放送された後、同年11月16日より新宿K'sシネマなどで全国順次ロードショー公開された。また、日本版DVDは2014年8月27日にレンタル開始、同年9月3日に発売されている。

## ストーリー
急激な発展を続け、様々な建築物が混沌と立ち並ぶ大都会ブエノスアイレスを舞台に、孤独な30代の男女の恋愛模様をユーモアを交えて描く。
フリーランスのウェブデザイナーであるマルティンは、仕事そのものは順調だが、7年前に恋人に捨てられてから、彼女が残した犬ススと引きこもりの生活を送っている。様々な恐怖症で乗り物にも乗れない彼は、そんな自分を変えようと、外の世界に出て行く。そして、犬の散歩を仕事にしながら戯曲を書いているという若い女性アナや、ネットで知り合った外国語好きの精神科医マルセラと関係を持つが、上手く行かない。
向かいのマンションに住む女性マリアーナは4年間付き合った恋人と別れたばかり。建築家になって2年が経つが未だに何も造っていない。群衆恐怖症で閉所恐怖症の彼女はショーウインドーの装飾の仕事をしている。そんな彼女も、仕事で知り合ったルーカスにデートに誘われたり、プールで出会った精神科医のラファと関係を持ったりするが、上手く行かない。
マルティンとマリアーナは街中で何度もすれ違っているのだが、互いの存在を意識したことはなかった。ある晩、2人は互いの正体を知らないままチャットで知り合う。ところが会話が盛り上がって来たところで突然停電が起きる。2人はそれぞれロウソクを買うために近くの売店に行き、顔を合わせる。互いにチャットの相手だとは気付かないものの、2人はかすかに相手の存在を意識する。
夜が明け、2人はそれぞれに想いを新たに朝を迎える。そして、運命に導かれるように2人は出会う。

## キャスト
- マルティン: ハビエル・ドロラス
- マリアーナ: ピラール・ロペス・デ・アジャラ
- アナ: イネス・エフロン（スペイン語版）
- ルーカス: アドリアン・ナヴァーロ（スペイン語版）
- ラファ: ラファエル・フェロ（スペイン語版）
- マルセラ: カーラ・ピーターソン（スペイン語版）
- 医者: ホルゲ・ラナタ（スペイン語版）
- マリアーナの元カレ: アラン・パウルス（スペイン語版）
- マルティンの元カノ: ロミナ・パウラ（スペイン語版）

## 製作
グスターボ・タレット監督が自己資金2,000ドルで制作した2005年の短編映画『Medianeras』（本作の原題と同じ）が、フランスのクレルモン＝フェラン国際短編映画祭グランプリをはじめ、国際映画祭で40余りの賞を受賞したことから長編で制作することになり、2007年から脚本を書き始め、2008年に6週間で撮影、それから1年かけてポストプロダクションを行ない、2011年に公開された。
本作を制作するきっかけは、2003年にタレット監督が「近所に住んでいるのに、互いを知らない男女」の物語を思いついて街の写真を撮る中で「建築が人々に影響を与えている」ことに気付き、「大都市に住む人々の疎外感と建築、バーチャルな時代との関係について語りたくなった」ためである。